# Scheepsmast

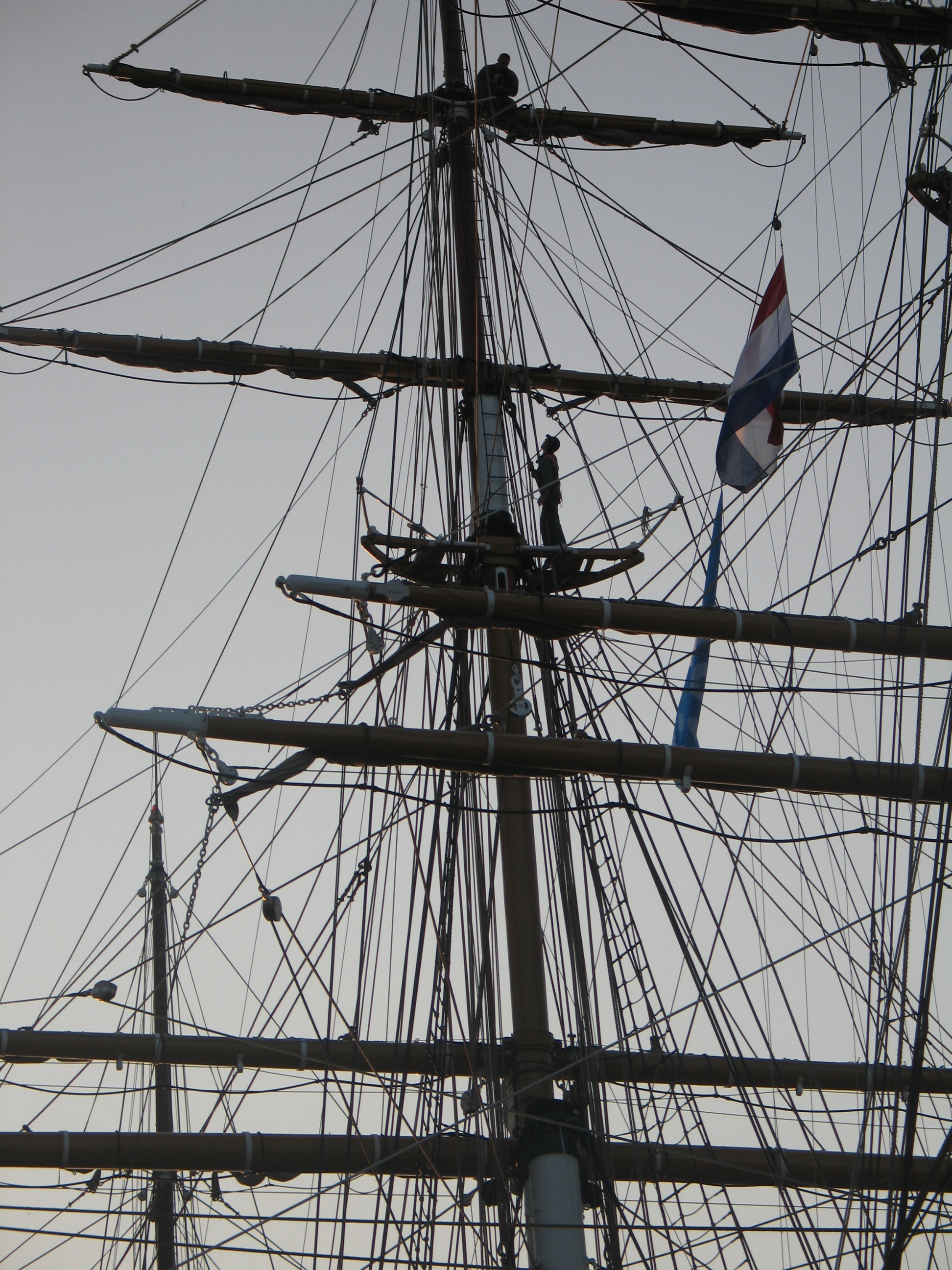
Masten van de Amerigo Vespucci

Een scheepsmast, of kortweg mast, is een (grote) paal die verticaal op een schip staat en oorspronkelijk bedoeld om er de zeilen in op te hangen. Op motorschepen zijn zeilen niet meer aanwezig, maar er is meestal nog wel een mast; deze wordt gebruikt om navigatieverlichting op voldoende hoogte boven het dek te kunnen voeren, om antennes in de monteren en op vrachtschepen soms ook als onderdeel van laad/los-installaties.

## Zeilschepen
Op een zeilschip wordt de mast gebruikt om de zeilen aan te bevestigen. De mast wordt meestal overeind gehouden door de verstaging; zonder verstaging zou de mast onevenredig sterk en zwaar moeten zijn om de krachten die het zeil erop uitoefent, te kunnen weerstaan. Met de moderne materialen wordt er wel geëxperimenteerd met onverstaagde masten, maar de nadelen zijn vooralsnog veel groter dan de voordelen.

## Materiaal
Van oorsprong werden scheepsmasten van naaldhout gemaakt. Kleinere masten werden massief gemaakt, uit één stam. Grotere masten werden samengebouwd uit meerdere delen. Om voldoende hoogte te krijgen, werd de ondermast vaak verlengd met een of meer stengen. Tegenwoordig worden masten ook in staal, aluminium en koolstof gebouwd.

## Meerdere masten
Bij grote zeilschepen moet het benodigde zeiloppervlak worden verdeeld over meerdere masten, omdat de afmetingen van een houten mast gelimiteerd zijn. De tegenwoordige, moderne langsgetuigde schepen hebben zelden meer dan één mast; met de hedendaagse materialen kunnen zeer grote masten worden gebouwd.
Een enkel schip wordt nog wel ontworpen op het voeren van meer dan één mast. Meerdere masten impliceert ook dat er meerdere handelingen uitgevoerd moeten worden, wanneer er met het schip gemanoeuvreerd moet worden en vereist dan ook meestal de beschikbaarheid van meerdere bemanningsleden.
Op een schip met meerdere masten hebben de masten ieder hun eigen benaming.
- bij 2 masten
  - Voorste mast is de grootste: 
    - grote mast en bezaansmast
    - (loggertuig) grote mast en druil

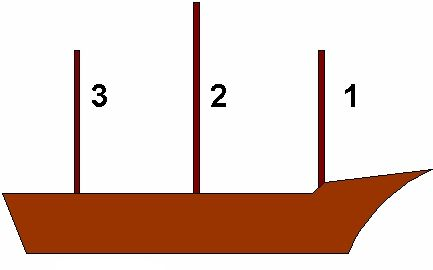
Scheepsmasten:
1. Fokkenmast
2. Grote mast
3. Bezaans- of kruismast

  - Achterste mast is de grootste: 
    - fokkenmast en grote mast

- bij 3 masten
  - Fokkenmast
  - Grote mast
  - Bezaansmast of Kruismast

De naam van de achterste mast, bezaansmast of kruismast is afhankelijk van de gevoerde zeilen. Worden op de achterste mast dwarsgetuigde (vierkantgetuigde) zeilen gevoerd (bijvoorbeeld VOC-retourschip, klipper), dan heet de mast een kruismast, wordt er een langsgetuigd zeil gevoerd (brik, brigantijn, schoener) dan heet de mast een bezaansmast.
- bij 4 masten
  - fokkenmast
  - grote mast
  - hoofd- of kruismast
  - bezaansmast of jagermast

## Mastverlenging

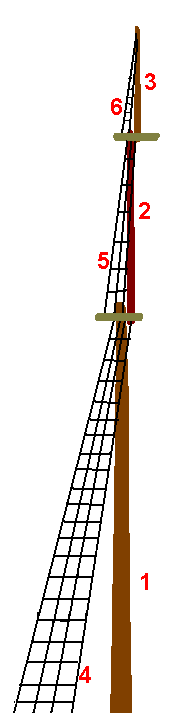
Mast en verlenging

Op de klassieke dwarsgetuigde schepen was het normaal een mast niet uit één stuk te hebben, maar de mast met stengen te verlengen. Op elke mast kon zo’n steng gehesen worden. Boven op de steng kon dan vervolgens eventueel nog een verlenging gehesen worden: de bramsteng. Voor een driemaster kon dit zo neerkomen op een volgende configuratie:
- fokkemast: voorsteng of voormarssteng en daarboven de voorbramsteng
- grote mast: grootsteng of grootmarssteng en daarboven de grootbramsteng
- kruismast: kruissteng en daarboven de kruisbramsteng of blinde steng

### Bij de tekening
1. mast (fokkemast, grote mast, kruismast)
2. marssteng (voorsteng, grootsteng, kruissteng)
3. bramsteng (voorbramsteng, grootbramsteng, kruisbramsteng)
4. want - stuurboordwant (grote want, fokkewant, kruiswant)
5. marswant
6. bramwant